# Tartui Obszervatórium

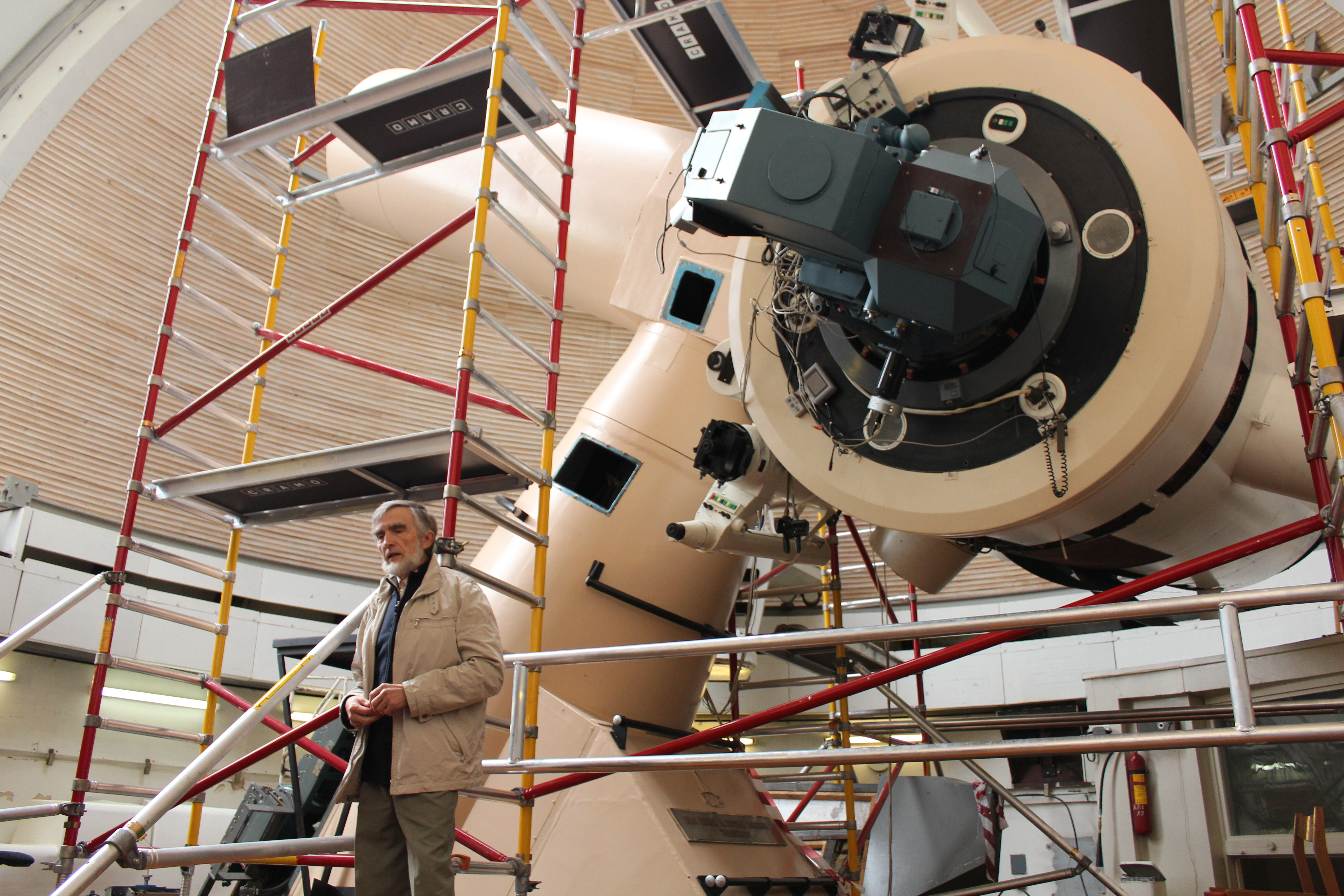
A Tartui Obszervatórium AZT–12 teleszkópja

A Tartui Obszervatórium (észtül: Tartu Observatoorium) Észtország legnagyobb csillagvizsgálója, amely Tartutól délnyugatra, a Nõo községhez tartozó Tõravere kisvárosban található. 2018-tól a Tartui Egyetemhez tartozik.

## Története
A Tartui Egyetem (akkoriban: Dorpati Császári Egyetem)  obszervatóriumát 1808-ban alapították meg. A csillagvizsgáló megfigyelő épületét Tartu város központjában, a Dóm-hegyen építették fel. 1946-ban az obszervatóriumot leválasztották az egyetemről és az Észt SZSZK Tudományos Akadémiája alá rendelték. 1947. január 1-jétől pedig az obszervatóriumra alapozva létrehozták az Észt SZSZK Tudományos Akadémiája Matematika, Fizikai és Mechanikai Intézetét, amelyet 1952-ben Fizikai és Csillagászati Intézetre neveztek át. A szovjet időszakban ez az intézmény vált a baltikumi csillagászat központjává.
1950-es években egy új, modernebb obszervatórium építése merült fel. Erre a célra a Tõravere melletti magaslatot választották ki. 1957-ben kijelölték a földterületet, majd 1958-ban kezdték el az építkezést, amely 1963-ra fejeződött be. Az obszervatóriumba egy 50 cm-es tükrös teleszkópot telepítettek. Az intézményt 1964-ben nyitották meg. Ekkor a régi obszervatóriumból a munkatársak áttelepültek az új obszervatóriumba. 1964 szeptemberében nemzetközi tudományos konferenciát tartottak ott, és ekkor az obszervatórium felvette Struve nevét.
1976-ban egy új, 1,5 m-es teleszkópot kapott az obszervatórium.
1995-ben ismét Tartui Obszervatórium lett a neve. 1996. január 2-án az obszervatórium az Észt Tudományos Akadémiától átkerült az észt Oktatási és Kutatási Minisztérium alárendeltségébe. 1998-ban egy 0,6 m-es tükrös teleszkóp, majd 2013-ban egy 0,3 m-es robotizált teleszkópot állítottak üzembe. 2008. január 1-jén az obszervatórium visszakerült a Tartui Egyetemhez.
A Tartui Obszervatórium munkatársai részt vettek az ESTCube–1 és ESTCube–2 mikroműholdak létrehozásában, emellett az ESTCube–1 projekt központja is az obszervatóriumban volt.

## Műszerei
Fő műszere egy 1,5 m-es tükörrel felszerelt Cassegrain-távcső. A leningrádi LOMO vállalat által készített AZT–12 típusú teleszkópot 1974-1975-ben építették fel Tartuban és 1976-ban adták át. Ez Észak-Európa legnagyobb optikai csillagászati távcsöve. Elsősorban csillagászati spektroszkópiai vizsgálatokra használják.
Az obszervatórium két további, fotometriai mérésekre használt teleszkóppal rendelkezik. Az egyik egy 0,6 m-es, a másik egy 0,3 m-es tükrös távcső. A teleszkópok mellett az obszervatórium területén számos meteorológiai műszert telepítettek.

## Igazgatói
- 1950–1973 – Aksel Kipper
- 1973–1985 – Väino Unt
- 1985–1999 – Tõnu Viik
- 1999–2010 – Laurits Leedjärv
- 2010-től – Anu Reinart